# Egri Erbstein
Ernest Erbstein dit Egri Erbstein (né à Nagyvarad, le 13 mai 1898 – mort à Superga, le 4 mai 1949) était un footballeur et entraîneur hongrois de football.

## Biographie
Erbstein joua comme milieu de terrain, et évolua avec le Budapesti Atlétikai Klub, de 1915 à 1924, jouant dans le bas de tableau de première division hongroise, puis la seconde division. Après, il fit deux saisons en Italie, avec l'US Fiumana et Vicenza. Il alla ensuite terminer sa carrière de footballeur aux États-Unis avec les Brooklyn Wanderers (en). Il ne remporta aucun titre.
Il entama une carrière d'entraîneur en Italie. Il dirigea cinq clubs (Nocerina, Cagliari, Bari, Lucchese et Torino). Il remporta une D3, deux D2 et une D1 italiennes. Durant la Seconde Guerre mondiale, il retourna en Hongrie à cause de sa religion (judaïsme).
Il meurt dans le crash de l'avion le 4 mai 1949, avec l'équipe entière du Torino. Il fait partie des 30 morts du Drame de Superga.

## Carrière

### En tant que joueur
- 1915–1924 :  Budapesti AK
- 1924–1925 :  U.S. Fiumana
- 1925–1926 :  Vicenza
- 1926–1928 :  Brooklyn Wanderers (en)

### En tant qu'entraîneur
- 1928–1929 :  Bari
- 1929–1930 :  Nocerina
- 1930–1932 :  Cagliari
- 1932–1933 :  Bari
- 1933–1938 :  Lucchese
- 1938–1939 :  Torino
- 1946–1949 :  Torino

## Palmarès

### En tant qu'entraîneur
- Championnat d'Italie de football
  - Champion en 1949
  - Vice-champion en 1939
- Championnat d'Italie de football D2
  - Champion en 1931 et en 1936
- Championnat d'Italie de football D3
  - Champion en 1934